# Baniyas Sports & Culture Club 2012-2013
Questa voce raccoglie le informazioni riguardanti il Baniyas Sports & Culture Club nelle competizioni ufficiali della stagione 2012-2013.

## Rosa
| N. |                                | Ruolo | Calciatore       |
| -- | ------------------------------ | ----- | ---------------- |
| 1  | Emirati Arabi Uniti (bandiera) | P     | Mohammed Khalef  |
| 3  | Emirati Arabi Uniti (bandiera) | D     | Rashid Najem     |
| 4  | Emirati Arabi Uniti (bandiera) | A     | Ahmed Ali        |
| 5  | Emirati Arabi Uniti (bandiera) | C     | Amer Abdulrahman |
| 7  | Emirati Arabi Uniti (bandiera) | C     | Haboush Salbukh  |
| 8  | Emirati Arabi Uniti (bandiera) | C     | Mohamed Fawzi    |
| 9  | Senegal (bandiera)             | A     | André Senghor    |
| 10 | Australia (bandiera)           | C     | Nick Carle       |
| 11 | Emirati Arabi Uniti (bandiera) | C     | Sultan Al-Ghafri |
| 14 | Emirati Arabi Uniti (bandiera) | A     | Fareed Ismail    |
| 15 | Emirati Arabi Uniti (bandiera) | D     | Saqer Idrees     |
| 17 | Emirati Arabi Uniti (bandiera) | D     | Nawaf Mubarak    |
| 18 | Emirati Arabi Uniti (bandiera) | A     | Saleh Al-Menhali |
| 19 | Emirati Arabi Uniti (bandiera) | D     | Saad Mubarak     |
| 21 | Emirati Arabi Uniti (bandiera) | D     | Mohammed Jaber   |

| N. |                                | Ruolo | Calciatore            |
| -- | ------------------------------ | ----- | --------------------- |
| 26 | Emirati Arabi Uniti (bandiera) | D     | Yousif Jaber          |
| 28 | Emirati Arabi Uniti (bandiera) | D     | Fahad Frisch          |
| 29 | Emirati Arabi Uniti (bandiera) | D     | Ibrahim Jaber Naser   |
| 30 | Emirati Arabi Uniti (bandiera) | P     | Ayub Al-Marzouqi      |
| 39 | Emirati Arabi Uniti (bandiera) | C     | Talib Salem Talib     |
| 40 | Emirati Arabi Uniti (bandiera) | P     | Ghaith Mohamed Jaber  |
| 44 | Emirati Arabi Uniti (bandiera) | C     | Abdullah Arif Musaed  |
| 72 | Egitto (bandiera)              | C     | Mohamed Aboutrika     |
| 80 | Emirati Arabi Uniti (bandiera) | P     | Mohammad Ali Ghuloom  |
| 86 | Emirati Arabi Uniti (bandiera) | D     | Mohamed Braik Salem   |
| 89 | Emirati Arabi Uniti (bandiera) | C     | Aman Saleh            |
| 99 | Svezia (bandiera)              | C     | Christian Wilhelmsson |

## Calciomercato

### Sessione estiva(dall'1/7 all'1/9)
| Acquisti | Acquisti         | Acquisti        | Acquisti   |
| R.       | Nome             | da              | Modalità   |
| -------- | ---------------- | --------------- | ---------- |
| A        | Mohamed Zidan    | Magonza         | definitivo |
| C        | Nick Carle       | Sydney FC       | prestito   |
| D        | Ismail Belmaalem | Raja Casablanca | prestito   |

| Cessioni | Cessioni         | Cessioni  | Cessioni   |
| R.       | Nome             | a         | Modalità   |
| -------- | ---------------- | --------- | ---------- |
| D        | Ismaël Bouzid    |           | svincolato |
| A        | Abdelmalek Ziaya | Bizertin  | definitivo |
| C        | Fawzi Bashir     | Al Dhafra | definitivo |

### Sessione invernale(dall'1/1 al 31/1)
| Acquisti | Acquisti              | Acquisti  | Acquisti   |
| R.       | Nome                  | da        | Modalità   |
| -------- | --------------------- | --------- | ---------- |
| C        | Christian Wilhelmsson | LA Galaxy | definitivo |
| C        | Mohamed Aboutreika    | Al-Ahly   | definitivo |

| Cessioni | Cessioni         | Cessioni        | Cessioni      |
| R.       | Nome             | a               | Modalità      |
| -------- | ---------------- | --------------- | ------------- |
| C        | Majed Hassan     | Shabab Al-Ahli  | definitivo    |
| A        | Antonin Koutouan |                 | svincolato    |
| C        | Francisco Yeste  |                 | svincolato    |
| A        | Mohamed Zidan    |                 | svincolato    |
| D        | Ismail Belmaalem | Raja Casablanca | fine prestito |